# 大倉山跳台競技場

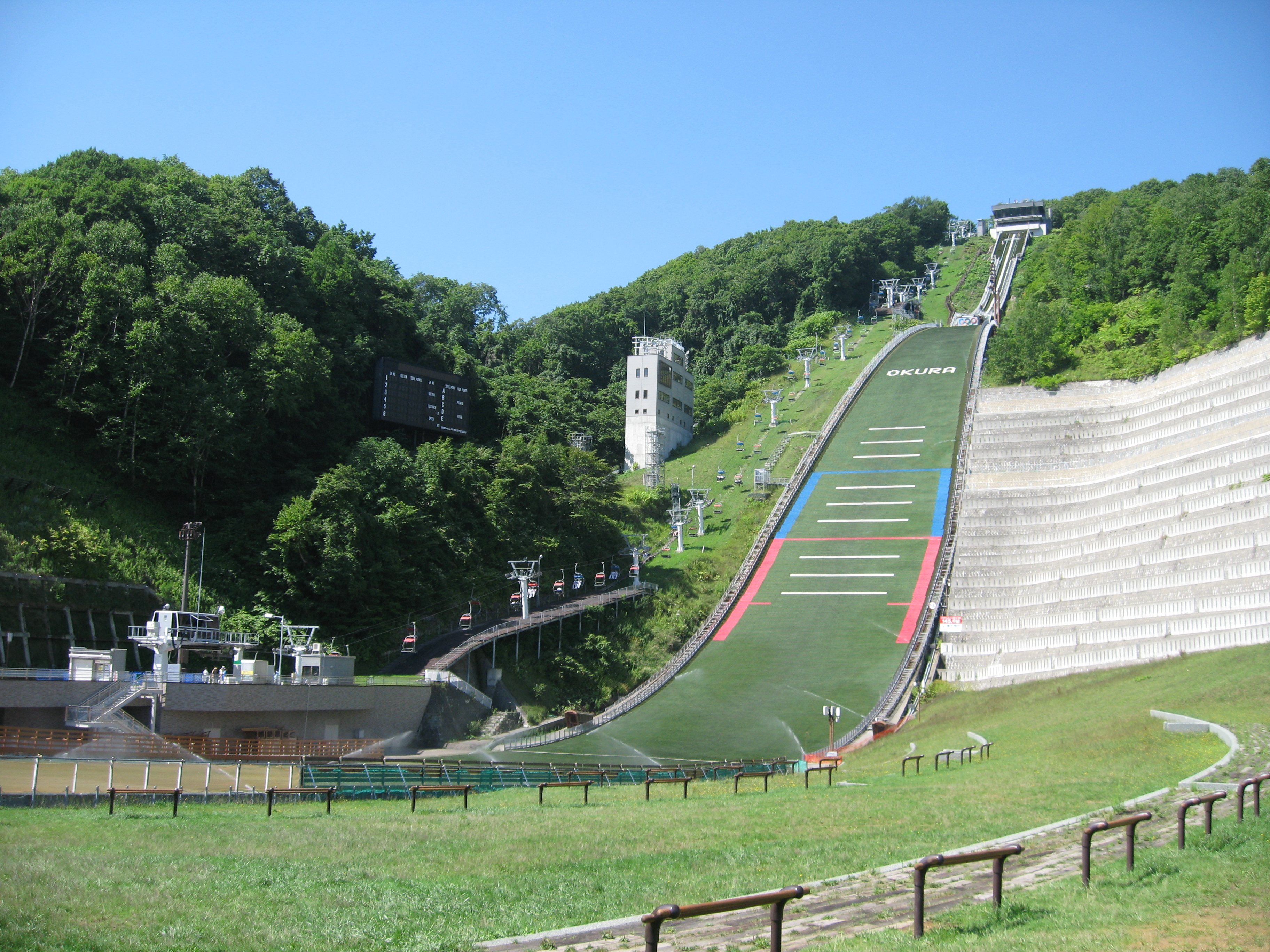
大倉山跳台競技場（攝於2007年8月）

大倉山跳台競技場（日語：大倉山ジャンプ競技場）是一個位於日本北海道札幌市中央區宮之森的標準跳台滑雪場地，其所處位置是高達307米的大倉山東斜面，是日本國內舉行過最多次跳台滑雪競技大賽的場所。場地內最多可容納約三萬名觀眾。

## 歷史
1931年，在得到日本昭和天皇的親弟秩父宮雍仁親王的美言及資助之下，大倉喜七郎男爵動用私人財產建設了大倉山跳台競技場，並送贈予札幌市。1932年舉行開場儀式，當時的札幌市長橋本正治命名場地為「大倉Schanze」（Schanze是德語「跳台」的意思）。負責設計及監修此場地的是一位曾為1928年冬季奧林匹克運動會挪威隊伍作監督，並具有專業而權威的設計才能的奧拉夫·希路捷特中尉所擔任。
1970年以來，日本投入大筆經費，改建跳台競技場為可收容五萬觀眾的場所，目的是為了迎接在1972年舉辦的札幌冬季奧運會，並在當時正式改名為「大倉山跳台競技場」。結果，在該屆冬季奧運會中，大倉山跳台競技場用作進行90米跳台滑雪比賽的場地。後來該場地仍不斷進行改善工程，務求使跳台場地更合符國際滑雪聯盟的要求，並能於夏季進行跳台滑草比賽。1982年在大倉山頂加裝升降吊車，方便遊客及比賽者上落跳台。

## 備註
1. ↑  （日語）大倉山跳台競技場建設歷史[]

## 外部連結
- （日語）大倉山跳台競技場 - 札幌大倉山展望台 （页面存档备份，存于）
- （日語）大倉山跳台競技場 - Rera-Sapporo.com （页面存档备份，存于）